# Doberdò del Lago
Doberdò del Lago es una localidad y comune italiana de la provincia de Gorizia, región de Friuli-Venecia Julia, con 1.475 habitantes.

## Evolución demográfica
| Gráfica de evolución demográfica de Doberdò del Lago entre 1861 y 2001 |
|                                                                        |
| Fuente ISTAT - elaboración gráfica de Wikipedia                        |